# 14 Cephei
14 Cephei (14 Cep / HD 209481 / HR 8406) es una estrella de la constelación de Cefeo de magnitud aparente +5,55.
14 Cephei es una estrella azul de la secuencia principal de tipo espectral O9V.
Las estrellas de tipo O son sumamente escasas entre las estrellas visibles, siendo Naos (ζ Puppis) y ζ Ophiuchi dos de las representantes más brillantes.
Además, son extraordinariamente calientes; la temperatura superficial de 14 Cephei es de 34.280 K.
Su luminosidad bolométrica —que incluye la gran cantidad de luz ultravioleta emitida por esta clase de estrellas— es 226.000 veces mayor que la luminosidad solar.
Sólo su enorme distancia respecto al sistema solar, aproximadamente 3050 años luz de acuerdo a la nueva reducción de los datos de paralaje del satélite Hipparcos, hace que no la veamos más brillante.
También muy masiva, posee una masa estimada de 30,4 ± 10,15 masas solares.
Su diámetro angular —0,149 ± 0,024 milisegundos de arco— permite estimar de manera aproximada su diámetro real, que resulta ser unas 15 veces más grande que el del Sol.
14 Cephei es una binaria espectroscópica con un período orbital de 3,070 días.
Además es una variable elipsoidal rotante semejante a Espiga (α Virginis) o a δ Circini.
Por ello, recibe la denominación, en cuanto a estrella variable, de LZ Cephei.
La variación de brillo es de apenas 0,099 magnitudes.